# Владимир Сичов
Владимир Сичов е бивш съветски и руски футболист, вратар. Клубна легенда на Динамо Брянск, за който играе в продължение на повече от 20 години. От 2018 г. е треньор на вратарите в СКА Хабаровск.

## Кариера
Започва професионалната си кариера в тима на Динамо Брянск през 1979 г., като по това време отборът играе във Втора лига на СССР. През 1980 г. става титулярен страж на Динамо и изиграва 34 двубоя. След добри изяви за брянския клуб, през 1983 г. е привлечен в Звезда (Джизак), спечелил промоция за Първа лига на СССР. Там обаче Сичов не успява да се наложи и на следващия сезон се завръща в Динамо Брянск, като става твърд титуляр под рамката на вратата и до 1991 г. изиграва над 300 двубоя във Втора лига.
През сезон 1991/92 подписва с Велбъжд (Кюстендил) в Б група (по други данни с Миньор (Бобов дол)). Скоро след това вратарят преминава в друг втородивизионен отбор – Чавдар (Бяла Слатина). В края на сезона Чавдар изпада, но Сичов остава в тима и във В група. През 1993 г. става част от Монтана, като помага на тима да спечели промоция за А група. Записва 16 мача за Монтана в елитната дивизия.
През 1995 г. се завръща в Динамо Брянск, играещ по това време в Руска Трета Лига. През 1997 г. тимът печели промоция за Втора лига, а до 2000 г. Сичов е титулярен страж на Динамо. Въпреки че през 2001 г. става треньор на вратарите, ветеранът продължава да е картотекиран в състава до 2007 г., а през сезон 2004 дори записва един мач като полеви играч - в двубоя с Том Томск от Първа дивизия се появява като резерва в 84-та минута на мястото на бразилския халф Уилер.

## Треньорска кариера
От 2001 до 2008 г. е треньор на вратарите в Динамо Брянск. През 2007 г. е временно изпълняващ длъжността на старши треньор. През 2009 г. става треньор на вратарите на Амкар (Перм) в щаба на Димитър Димитров - Херо и остава на тази позиция до разформироването на Амкар през лятото на 2018 г. През август 2018 г. по покана на Вадим Евсеев става част от СКА Хабаровск.